# Diorygopyx incomptus
Diorygopyx incomptus är en skalbaggsart som beskrevs av Matthews 1974. Diorygopyx incomptus ingår i släktet Diorygopyx och familjen bladhorningar. Inga underarter finns listade i Catalogue of Life.